# Heinrich Berté
Heinrich Berté (Galgócz, (Hongria) (actualment Hlohovec, (Eslovàquia), 23 d'agost de 1857 - Perchtoldsdorf, (Àustria), 23 d'agost de 1924) fou un compositor austrohongarès d'òpera i operetes.
Al principi de la seva carrera, Heinrich Berté fou un compositor de relativament poc èxit en els ballets i òperes. El 1911, va rebre el llibre d'un escriptor Alfred Maria Willner per a una òpera de Franz Schubert, de Rudolf Hans Bartsch basat en la novel·la, Schwammerl. Utilitzà la música de Schubert en un pastitx. El 15 de gener 1916, estrenà Das Dreimäderlhaus en el Raimund Theater de Viena. La cantant Gretl Schörg fou la revelació. L'opereta va estar traduïda a 22 idiomes i el 1921, es va estrenar en anglès sota el nom Blossom Time a Nova York, i el 1922 Lilac Time a Londres). Es va presentar triomfalment en més de 60 països. L'opereta va ser filmada diverses vegades.

## Operetes
- Bureau Malicone (Viena, 1891)
- Der neue Bürgermeister (Viena, 1904) - llibret d'Ernst Gettke
- Die Millionenbraut (Múnic, 1904)
- Der Stadtregent (Múnic, 1905)
- Der kleine Chevalier (Dresden, 1907)
- Der schöne Gardist (Breslau, 1907)
- Der Glücksnarr (Viena, 1908)
- Kreolenblut (Hamburg, 1911)
- Der Märchenprinz (Hannover, 1914)
- Das Dreimäderlhaus (Viena, 1916; amb la música de Franz Schubert)
- Lenz und Liebe (Budapest, 1917; amb la música de Franz Schubert)
- Die drei Kavaliere (Viena, 1919)^
- Coulissengeheimnisse (Hamburg, 1920)